# Международный теннисный турнир в Сиднее 2013
Международный теннисный турнир в Сиднее 2013 года — ежегодный профессиональный теннисный турнир в серии ATP 250 для мужчин и премьер серии для женщин. Соревнования в 121-й раз проводится на открытых хардовых кортах Олимпийского теннисного парка в Сиднее, Австралия. Турнир прошёл с 6 по 12 января 2013 года.
Прошлогодние победители:
- в мужском одиночном разряде —  Яркко Ниеминен
- в женском одиночном разряде —  Виктория Азаренко
- в мужском парном разряде —  Боб Брайан и  Майк Брайан
- в женском парном разряде —  Квета Пешке и  Катарина Среботник

## Соревнования

### Одиночные турниры

#### Мужчины
Бернард Томич обыграл  Кевина Андерсона со счётом 6-3, 6-72, 6-3.
- Бернард Томич выигрывает свой дебютный титул на соревнованиях основного тура ассоциации.
- Кевин Андерсон уступает 1й финал в сезоне и 2й за карьеру в основном туре ассоциации.

#### Женщины
Агнешка Радваньская обыграла  Доминику Цибулкову со счётом 6-0, 6-0.
- Агнешка Радваньская выигрывает 2й титул в сезоне и 12й за карьеру в туре ассоциации.
- Доминика Цибулкова уступает 1й финал в сезоне и 5й за карьеру в туре ассоциации.

### Парные турниры

#### Мужчины
Боб Брайан /  Майк Брайан обыграли  Максима Мирного /  Хорию Текэу со счётом 6-4, 6-4.
- братья Брайаны выигрывают 1й титул в сезоне и 83й за совместную карьеру в основном туре ассоциации.

#### Женщины
Надежда Петрова /  Катарина Среботник обыграли  Сару Эррани /  Роберту Винчи со счётом 6-3, 6-4.
- Надежда Петрова выигрывает 1й титул в сезоне и 22й за карьеру в туре ассоциации.
- Катарина Среботник выигрывает 1й титул в сезоне и 31й за карьеру в туре ассоциации.